# 울프 의학상
다음은 울프상 의학 분야 수상자 목록이다.

## 역대 수상자 목록
| 연도      | 이름                   | 국적            | 업적 |
| 1978      | 조지 데이비스 스넬     | 미국            | 주요 이식 항원과 면역 반응의 시작을 암호화하는 H-2 항원의 발견을 한 공로 |
| 1978      | 장 도세                | 프랑스          | 인간의 주요 조직적합성 복합체인 HL-A 시스템과 장기 이식에서 이 시스템의 근본적인 역할을 발견한 공로                                                                                |
| 1978      | 존 반 루드             | 네덜란드        | 인간의 HL-A 시스템의 복잡성과 이식 및 질병에 미치는 영향을 이해하는데 기여를 한 공로                                                                                               |
| 1979      | 로저 울컷 스페리       | 미국            | 뇌의 우반구와 좌반구의 기능적 분화에 관한 연구를 한 공로 |
| 1979      | 아르비드 칼손          | 스웨덴          | 신경전달물질로서 도파민의 역할 확립을 연구한 공로 |
| 1979      | 올레 호르니키비츠      | 오스트리아      | L-Dopa에 의한 파킨슨병 통제에 새로운 접근 방식을 연 공로 |
| 1980      | 세사르 밀스테인        | 아르헨티나/영국 | 림프구의 면역학적 역할, 특정 항체의 발달, 정상 세포와 암세포의 조절과 분화를 관장하는 메커니즘의 해명에 대한 연구를 통해 신체 세포의 기능과 기능 장애에 대한 지식에 기여를 한 공로 |
| 1980      | 레오 삭스              | 이스라엘        | 림프구의 면역학적 역할, 특정 항체의 발달, 정상 세포와 암세포의 조절과 분화를 관장하는 메커니즘의 해명에 대한 연구를 통해 신체 세포의 기능과 기능 장애에 대한 지식에 기여를 한 공로 |
| 1980      | 제임스 리어먼스 고완스 | 영국            | 림프구의 면역학적 역할, 특정 항체의 발달, 정상 세포와 암세포의 조절과 분화를 관장하는 메커니즘의 해명에 대한 연구를 통해 신체 세포의 기능과 기능 장애에 대한 지식에 기여를 한 공로 |
| 1981      | 바버라 매클린톡        | 미국            | 염색체 구조의 행동과 기능에 대한 우리의 이해에 상상력이 풍부하고 중요한 기여를 했으며, 전이 가능한 유전(이동) 요소를 식별하고 설명한 공로                                          |
| 1981      | 스탠리 노먼 코헨       | 미국            | 생물학적 기능성 하이브리드 플라스미드를 구축하고, 재조합 DNA 방법에 의해 대장균에 이식된 외래 유전자의 실제 발현을 달성. 유전 공학의 기초가 되는 연구에 기여한 공로                |
| 1982      | 장 피에르 샹쥬         | 프랑스          | 아세틸콜린 수용체의 분리, 정제 및 특성화를 연구한 공로 |
| 1982      | 솔로몬 스나이더        | 미국            | 신경전달물질 수용체의 특성을 설명하는 도구를 제공하는 신경전달물질 수용체 라벨링 방법 개발한 공로                                                                                  |
| 1982      | 제임스 화이트 블랙     | 영국            | 베타 아드레날린 수용체와 히스타민 수용체를 차단하는 물질을 개발한 공로 |
| 1983/1984 | 수상자 없음            | 수상자 없음     | 수상자 없음 |
| 1984/1985 | 도널드 스타이너        | 미국            | 기초 생물학과 임상 의학에 심오한 영향을 미친 인슐린의 생합성과 처리에 관한 발견 |
| 1986      | 하야이시 오사무        | 일본            | 옥시게나제 효소를 발견하고 그 구조와 생물학적 중요성을 규명한 공로 |
| 1987      | 페드로 쿠아트레카사스  | 미국            | 친화성 크로마토그래피의 발명 및 개발과 생명의학 과학에의 응용을 연구한 공로 |
| 1987      | 메이어 윌첵            | 이스라엘        | 친화성 크로마토그래피의 발명 및 개발과 생명의학 과학에의 응용을 연구한 공로 |
| 1988      | 앙리 허스              | 벨기에          | 리소좀 축적 질환의 생화학적 규명과 그에 따른 생물학, 병리학, 산전 진단 및 치료법에 대한 기여                                                                                       |
| 1988      | 엘리자베스 F. 뉴펠드   | 미국            | 리소좀 축적 질환의 생화학적 규명과 그에 따른 생물학, 병리학, 산전 진단 및 치료법에 대한 기여                                                                                       |
| 1989      | 존 거든                | 영국            | 제노푸스 난모세포를 분자생물학에 도입하고, 분화된 세포와 난자의 핵이 발현 방식은 다르지만 유전 물질의 함량은 다르다는 사실을 입증한 공로                                           |
| 1989      | 에드워드 B. 루이스     | 미국            | 항상성 유전자에 의한 신체 분절 발달의 유전적 조절을 입증하고 탐구한 공로 |
| 1990      | 맥클린 맥카티          | 미국            | 박테리아의 변형 인자가 디옥시리보핵산(DNA)에 의한 것임을 증명하고 유전 물질이 DNA로 구성되어 있다는 사실을 동시에 발견하는데 기여                                                  |
| 1991      | 시모어 벤저            | 미국            | 신경계 해부와 유전자 돌연변이에 의한 행동에 대한 선구적인 연구를 통해 분자 신경유전학의 새로운 분야를 창안한 공로                                                                  |
| 1992      | 유다 포크만            | 미국            | 혈관신생 연구 분야의 개념을 창시하고 발전시킨 공로 |
| 1993      | 수상자 없음            | 수상자 없음     | 수상자 없음 |
| 1994/1995 | 마이클 베리지          | 영국            | 인지질과 칼슘과 관련된 세포막 횡단 신호 전달에 관한 발견 |
| 1994/1995 | 니시즈카 야스토미      | 일본            | 인지질과 칼슘과 관련된 세포막 횡단 신호 전달에 관한 발견 |
| 1995/1996 | 스탠리 B. 프루시너     | 미국            | 단백질 구조의 변화를 유도해 중요한 신경퇴행성 질환을 일으키는 새로운 종류의 병원체인 프리온을 발견                                                                                 |
| 1997      | 메리 프랜시스 리옹     | 영국            | 포유동물의 X염색체의 무작위적 불활성화에 관한 가설을 세우게 한 공로 |
| 1998      | 마이클 셀라            | 이스라엘        | 면역학 분야의 주요 발견 |
| 1998      | 루스 아논              | 이스라엘        | 면역학 분야의 주요 발견 |
| 1999      | 에릭 캔들              | 미국            | 단기 기억이 장기 기억으로 전환되는 유기체적, 세포적, 분자적 메커니즘을 해명한 공로                                                                                                 |
| 2000      | 수상자 없음            | 수상자 없음     | 수상자 없음 |
| 2001      | 아브람 헤르슈코        | 이스라엘/헝가리 | 세포 내 단백질 분해의 유비퀴틴 시스템과 세포 조절에서 이 시스템의 중요한 기능을 발견                                                                                               |
| 2001      | 알렉산더 바르샤프스키  | 러시아/미국     | 세포 내 단백질 분해의 유비퀴틴 시스템과 세포 조절에서 이 시스템의 중요한 기능을 발견                                                                                               |
| 2002/2003 | 랠프 L. 브린스터       | 미국            | 생쥐 난자와 배아를 조작하는 절차를 개발하여 생쥐에 형질전환과 적용을 가능하게 한 공로                                                                                              |
| 2002/2003 | 마리오 카페키          | 이탈리아/미국   | 유전자 표적화 개발에 기여하여 생쥐의 유전자 기능을 규명하게 한 공로 |
| 2002/2003 | 올리버 스미시스        | 영국/미국       | 유전자 표적화 개발에 기여하여 생쥐의 유전자 기능을 규명하게 한 공로 |
| 2004      | 로버트 와인버그        | 미국            | 인간 종양 세포를 포함한 암세포가 악성 증식을 촉진하는 체세포 돌연변이 유전자, 즉 종양 유전자를 운반한다는 사실을 발견한 공로                                                       |
| 2004      | 로저 첸                | 미국            | 세포 신호 전달을 분석하고 교란하기 위한 새로운 형광 및 광불안정 분자의 설계 및 생물학적 응용에 대해 중요한 연구를 한 공로                                                          |
| 2005      | 알렉산더 레비츠키      | 이스라엘        | 선구적인 신호 전달 요법과 암 및 기타 다양한 질병에 대한 효과적인 약제로서 티로신 키나제 억제제를 개발하기 위해 노력한 공로                                                         |
| 2005      | 앤서니 헌터            | 영국/미국       | 악성 형질전환을 포함한 다양한 세포 사건의 조절에 중요한 단백질의 티로신 잔기를 인산화하는 단백질 키나아제를 발견을 한 공로                                                         |
| 2005      | 앤서니 포슨            | 영국/캐나다     | 세포 신호 전달 경로에서 단백질-단백질 상호 작용을 중재하는 데 필수적인 단백질 도메인을 발견하고, 암에 제공한 통찰력을 연구한 공로                                                  |
| 2006/2007 | 수상자 없음            | 수상자 없음     | 수상자 없음 |
| 2008      | 하워드 시더            | 미국            | 유전자 발현 조절에서 DNA 메틸화의 역할을 이해하는 데 근본적인 기여를 한 공로 |
| 2008      | 아하론 라진            | 이스라엘        | 유전자 발현 조절에서 DNA 메틸화의 역할을 이해하는 데 근본적인 기여를 한 공로 |
| 2009      | 수상자 없음            | 수상자 없음     | 수상자 없음 |
| 2010      | 악셀 울리히            | 독일            | 획기적인 암 연구를 통해 신약 개발을 이룬 공로 |
| 2011      | 야마나카 신야          | 일본            | 피부 세포 (SY)에서 유도 만능 줄기 세포 (iPS 세포)를 생성하고 iPS 세포가 포유류의 유전 질환을 치료하는 데 사용될 수 있음을 입증하여 치료 가능성 (RJ)을 확립한 공로                  |
| 2011      | 루돌프 야니쉬          | 독일/미국       | 피부 세포 (SY)에서 유도 만능 줄기 세포 (iPS 세포)를 생성하고 iPS 세포가 포유류의 유전 질환을 치료하는 데 사용될 수 있음을 입증하여 치료 가능성 (RJ)을 확립한 공로                  |
| 2012      | 로널드 에반스          | 미국            | 핵 수용체를 암호화하는 유전자 슈퍼패밀리를 발견하고 이 수용체 종류의 작용 메커니즘을 밝혀낸 공로                                                                                   |
| 2013      | 수상자 없음            | 수상자 없음     | 수상자 없음 |
| 2014      | 나훔 소넨버그          | 이스라엘/캐나다 | 단백질 발현 메커니즘과 그 작용을 조절하는 단백질을 발견한 공로 |
| 2014      | 게리 루브쿤            | 미국            | 자연 과정과 질병 발생에서 유전자 발현을 조절하는 데 핵심적인 역할을 하는 마이크로 RNA 분자를 발견한 공로                                                                           |
| 2014      | 빅터 앰브로스          | 미국            | 자연 과정과 질병 발생에서 유전자 발현을 조절하는 데 핵심적인 역할을 하는 마이크로 RNA 분자를 발견한 공로                                                                           |
| 2015      | 존 캐플러              | 미국            | 주요 항원 특이적 분자, 항원과 항체에 대한 T 세포 수용체, 그리고 이러한 분자가 면역 인식 및 효과기 기능에 어떻게 참여하는지 이해하는 데 큰 기여를 한 공로                           |
| 2015      | 필리파 마라크          | 미국            | 주요 항원 특이적 분자, 항원과 항체에 대한 T 세포 수용체, 그리고 이러한 분자가 면역 인식 및 효과기 기능에 어떻게 참여하는지 이해하는 데 큰 기여를 한 공로                           |
| 2015      | 제프리 라베치          | 미국            | 주요 항원 특이적 분자, 항원과 항체에 대한 T 세포 수용체, 그리고 이러한 분자가 면역 인식 및 효과기 기능에 어떻게 참여하는지 이해하는 데 큰 기여를 한 공로                           |
| 2016      | C. 로널드 칸           | 미국            | 인슐린 신호 전달과 질병에서의 변화를 정의하는 선구적인 연구를 한 공로 |
| 2016      | 루이스 캔틀리          | 미국            | 포스포이노시티드-3 키나아제와 생리학과 질병에서의 역할을 발견한 공로 |
| 2017      | 제임스 P. 앨리슨       | 미국            | 면역 조절 장벽의 발견으로 암 치료에 혁명을 일으킨 공로 |
| 2018      | 수상자 없음            | 수상자 없음     | 수상자 없음 |
| 2019      | 제프리 프리드먼        | 미국            | 렙틴과 체중을 조절하는 완전히 새로운 내분비계 (및 기타 여러 과정)의 발견을 한 공로                                                                                                 |
| 2020      | 에마뉘엘 샤르팡티에    | 프랑스          | 게놈 편집을 위해 박테리아 CRISPR/Cas9 면역 체계를 해독하고 용도를 변경한 공로 |
| 2020      | 제니퍼 다우드나        | 미국            | RNA 유도 게놈 편집을 통해 박테리아 면역의 의학 혁명적 메커니즘을 밝혀낸 공로 |
| 2021      | 조안 A. 스타이츠       | 미국            | RNA 생물학 분야에 많은 근본적인 기여를 한 공로 |
| 2021      | 린 마콰트              | 미국            | 세포에서 돌연변이 메신저 RNA를 파괴하는 넌센스 매개 mRNA 붕괴 메커니즘을 발견한 공로                                                                                               |
| 2021      | 애드리안 크라이너      | 우루과이/미국   | 척수성 근위축증(SMA)에 대한 세계 최초의 치료법으로 이어지는 RNA 접합에 대한 근본적인 기계적 발견을 한 공로                                                                         |
| 2022      | 수상자 없음            | 수상자 없음     | 수상자 없음 |
| 2023      | 다니엘 J. 드러커       | 캐나다          | 장내분비 호르몬의 메커니즘과 치료 가능성을 밝히는 선구적인 연구를 한 공로 |